# پچرسک لاورا کی‌یف

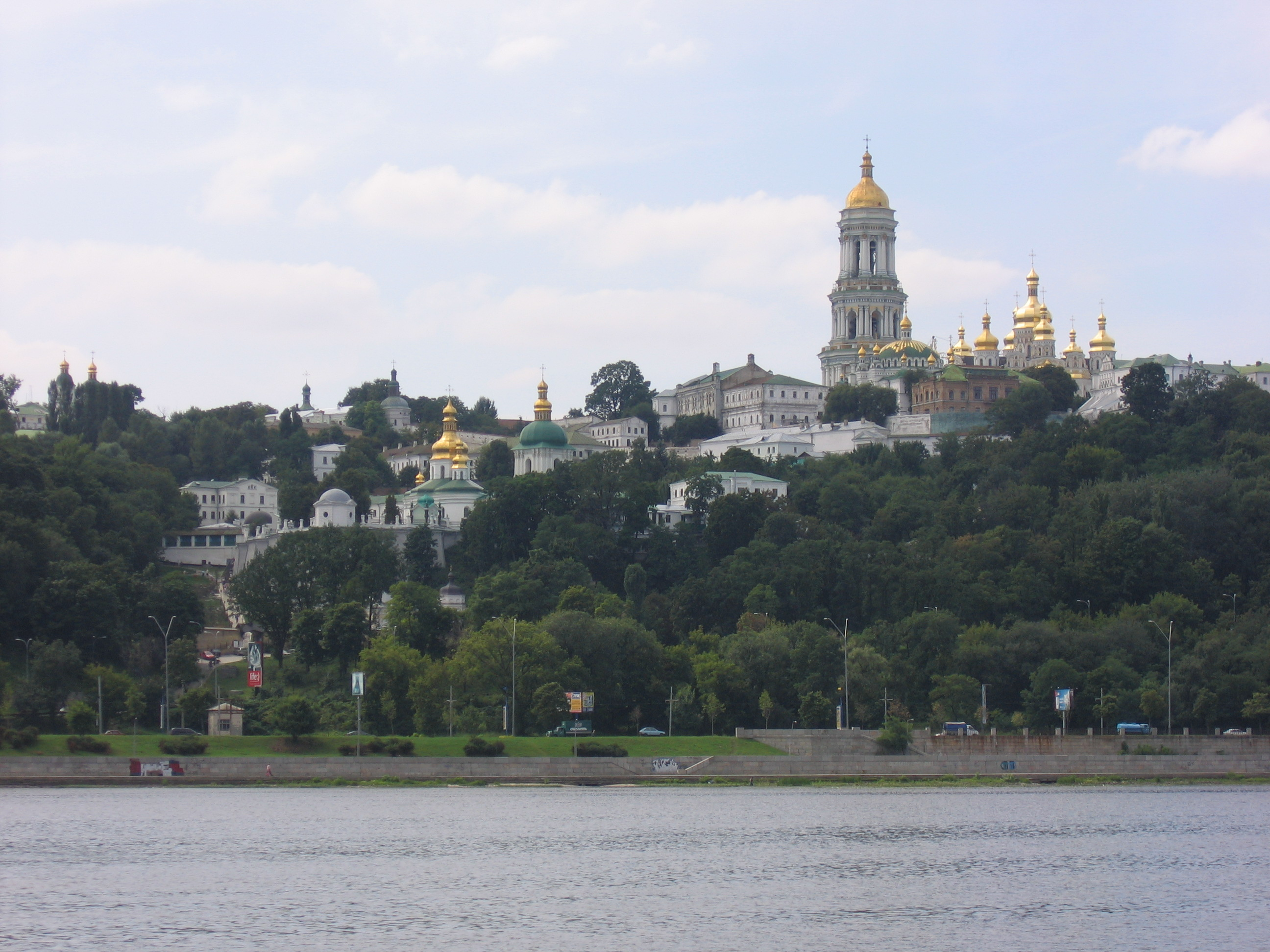
صومعه غار کی‌یف.

پچرسک لاورا کی‌یف صومعه‌ای است در شهر کی‌یف، پایخت اوکراین.
این صومعه در سده یازده توسط راهبانی به نام‌های آنتونی و فیودوسی در غاری در کوه بِرِستف در شهر «کی‌یف» بنیاد شد. در زبان اوکراینی واژه پچرا به معنای غار است و کلمه لاورا برای توصیف راهبان رده بالا در صومعه‌های کلیساهای شرقی ارتدکس استفاده قرار می‌شود؛ بنابراین نام این صومعه به صورت «صومعه غار کی‌یف» و «صومعه غارهای کی‌یف» نیز ترجمه می‌شود. صومعه پچرسک لاورا همواره سنگر مسیحیت و یک مرکز فرهنگی مهم بوده‌است.
امروزه محوطه این مکان به این صورت تقسیم شده‌است: موزه محل اقامت رهبر آن؛ «متروپولیتن والادیمیر»، صومعه ارشد کلیسای ارتدکس اوکراین، غار فرهنگی تاریخی